# Деньгино (Костромская область)
Деньгино — деревня в Костромском районе Костромской области. Входит в состав Бакшеевского сельского поселения.

## География
Находится в юго-западной части Костромской области на расстоянии приблизительно 13 км на запад-юго-запад по прямой от старой железнодорожной станции Кострома в правобережной части района.

## История
В 1693 году была пожалована Г. И. Чичагову. В 1872 году здесь было учтено 16 дворов, в 1907 году здесь отмечено было 20 дворов.

## Население
Постоянное население составляло 82 человека (1872 год), 99 (1897), 145 (1907), 6 в 2002 году (русские 100 %), 7 в 2022.